# フェイム (曲)
「フェイム」（Fame）は、イギリスのロック・ミュージシャン、デヴィッド・ボウイが1975年に発表した楽曲。ボウイ、カルロス・アロマー、ジョン・レノンの共作による曲で、スタジオ・アルバム『ヤング・アメリカンズ』（1975年）の収録曲としてリリースされた後シングルカットされた。また、1990年には本作のリミックス・ヴァージョンを収録したシングル「フェイム90」もリリースされた。

## 背景
この曲は、カルロス・アロマーがThe Flaresというグループの曲「Foot Stompin'」を参考に作ったリフが原型となっており、ボウイとアロマーが曲の断片を別の形に再構築した。ボウイは1974年に行われたツアーの一部の公演で「Foot Stompin'」を歌唱しており、同年12月4日に「ディック・キャベット・ショー」に出演した際の音源はコンピレーション・アルバム『RarestOneBowie』（1995年）に収録されている。その後ジョン・レノンがアコースティック・ギターのトラックを録音し、この録音において、レノンが大きな音で息を立てていたのを聴いたボウイが「"fame"って言ってるように聴こえる」と主張して、それが元になって歌詞が完成した。
『ヤング・アメリカンズ』収録曲のうち、この曲とビートルズのカヴァー「アクロス・ザ・ユニバース」ではトニー・ヴィスコンティがプロデュースに関与せず、ボウイとハリー・マスリンが共同プロデュースした。
シングル・カットの際、B面には同じく『ヤング・アメリカンズ』からの「ライト」が収録されたが、イタリア盤シングルのB面には「スペイス・オディティ」が収録された。

## 反響・影響
全英シングルチャートでは8週チャート・インし、最高17位に達した。アメリカのBillboard Hot 100では自身初の1位（9月20日と10月4日）を獲得し、『ビルボード』のダンス・ミュージック／クラブ・プレイ・シングル・チャートでは2位に達して、1975年10月にはRIAAによってゴールドディスクに認定された。
ジェームス・ブラウンが1975年に発表した楽曲「Hot (I Need to Be Loved, Loved, Loved)」のリズムやリフは「フェイム」を元にしているといわれる。
ロックの殿堂が選出した「ロックン・ロールを形作った500曲」にはボウイの曲が4曲選ばれ、その中には「フェイム」も含まれている。

## 参加ミュージシャン
- デヴィッド・ボウイ - ボーカル、リズム・ギター、ピアノ、パーカッション
- ジョン・レノン - バッキング・ボーカル、アコースティック・ギター
- カルロス・アロマー - リード・ギター、リズム・ギター
- アール・スリック - リズム・ギター
- エミール・カッサン - ベース
- デニス・デイヴィス - ドラムス、ヴィブラスラップ
- ラルフ・マクドマルド - パーカッション
- パブロ・ロザリオ - パーカッション
- ジーン・ファインバーグ - バッキング・ボーカル
- ジーン・ミリントン - バッキング・ボーカル

## フェイム90
1990年、「フェイム」の複数のリミックス・ヴァージョンがシングルとしてリリースされた。同年にリリースされたコンピレーション・アルバム『Changesbowie』には、ジョン・ガスがリミックスしたヴァージョンが収録されている。
アメリカではBillboard Hot 100入りは果たしていないが、『ビルボード』のダンス・ミュージック／クラブ・プレイ・チャートでは6位、ラップ・シングル・チャートでは12位、ダンス・ミュージック／マキシ・シングル・チャートでは14位に達した。

### 収録曲
イギリス盤7インチ・シングル
1. Fame 90 (Gass Mix)
  - リミックス：ジョン・ガス[23]
2. Fame 90 (Queen Latifah's Rap Version)
  - リミックス：D.J.マーク"ザ・45キング"[23]

イギリス盤CDシングル
1. Fame 90 (House Mix)
  - リミックス：アーサー・ベイカー[23]
2. Fame 90 (Hip Hop Mix)
  - リミックス：アーサー・ベイカー[23]
3. Fame 90 (Gass Mix)
4. Fame 90 (Queen Latifah's Rap Version)

アメリカ盤12インチ・シングル
1. Fame 90 (With Queen Latifah)
2. Fame 90 (House Mix)
3. Fame 90 (Gass Mix)
4. Fame 90 (Hip Hop Mix)
5. Fame 90 (Absolutely Nothing Premeditated / Epic Mix)
  - リミックス：デヴィッド・バラット[23]

## 他メディアでの使用例
「フェイム」は『シャンヌのパリ、そしてアメリカ』（1998年公開）、『ラッシュ/プライドと友情』（2013年公開）といった映画のサウンドトラックで使用された。ゲームの分野では、音楽ゲーム『Guitar Hero 5』（2009年）で使用され、更に音楽ゲーム『Rock Band 3』（2010年）のダウンロード用コンテンツとして使用された。
また、映画『プリティ・ウーマン』（1990年公開）及び『コピーキャット』（1995年公開）のサウンドトラックでは「フェイム90」が使用された。

## カヴァー
- デュラン・デュラン - 12インチ・シングル「ケアレス・メモリーズ」（1981年）のB面に収録[30]。
- ユーリズミックス - アルバム『タッチ』（1983年）が2005年にリマスターCDとして再発された際、この曲のカヴァーがボーナス・トラックとして追加収録された[31]。
- ザ・フィーリーズ（英語版） - アメリカ映画『サムシング・ワイルド』（1986年公開）のサウンドトラックに提供[32]。
- 宮沢りえ - I.TOIの日本語詞によるカヴァー「Game」を1990年にシングルとしてリリース。同曲で第41回NHK紅白歌合戦にも出場。
- インフェクシャス・グルーヴス（英語版） - アルバム『Sarsippius' Ark』（1993年）に収録。
- ゴッド・リヴズ・アンダーウォーター（英語版） - 映画『15ミニッツ』（2001年公開）のサウンドトラックに提供[33]。
- SPANK HAPPY - アルバム『Vendôme,la sick Kaiseki』（2003年）に収録。
- DATE COURSE PENTAGON ROYAL GARDEN - アルバム『STAYIN' ALIVE/FAME/PAN-AMERICAN BEEF STAKE ART FEDERATION-2』（2004年）に収録。
- 野宮真貴 - トリビュート・アルバム『Tribute to David Bowie』（2007年）に提供[34]。
- スコット・ウェイランド（英語版） - 配信限定のカヴァー・アルバム『A Compilation Of Scott Weiland Cover Songs』（2011年）に収録[35]。